# Françoise Naudet
Pour les articles homonymes, voir Naudet.
Françoise Naudet est une sculptrice française, née le 16 juillet 1928 à Fontenay-sous-Bois et morte le 31 juillet 2008 dans le 12e arrondissement de Paris. Sa carrière a été jalonnée d'expositions et de prix dans le monde entier. Elle a été présidente de la Société des artistes français pour la section sculpture. Ses œuvres sont présentes dans les collections publiques et privées du monde entier.

## Biographie

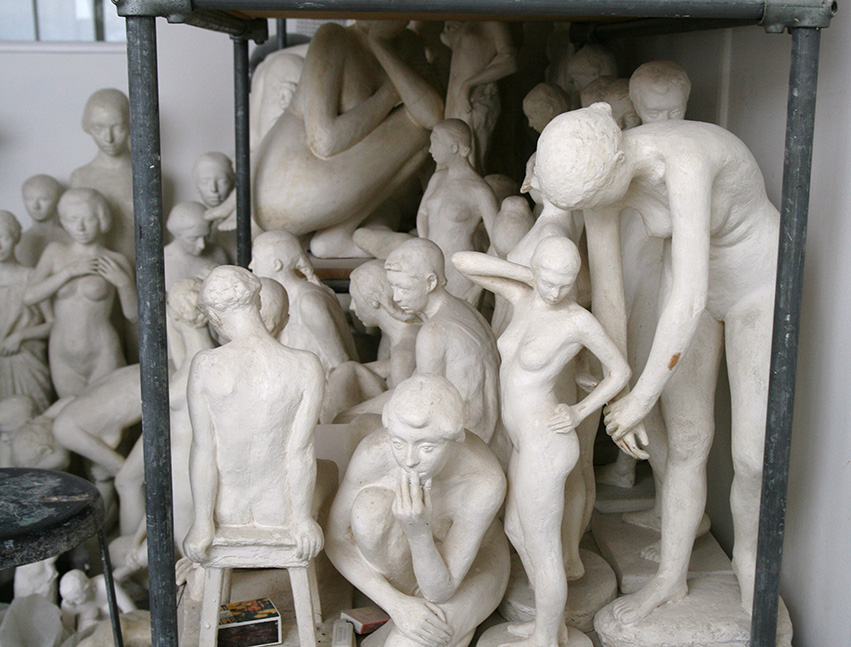
Les Plâtres de Françoise Naudet

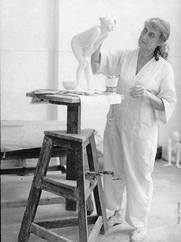
Françoise Naudet dans son atelier

Françoise Naudet naît le 16 juillet 1928 à Fontenay-sous-bois et meurt en 31 juillet 2008 dans le 12e arrondissement de Paris. Elle est la tante de l'acteur et compositeur Eric Naudet

### Formation
Elle étudie la peinture puis la sculpture dans l'atelier de Marcel Gimond aux Beaux-Arts de Paris. En 1959, elle obtient son diplôme d'Arts Plastiques

### Professorat
Françoise Naudet est professeur à l'école de l'Union Centrale des Arts Décoratifs entre 1959 et 1971. Elle est également professeur à l'Ecole des Beaux-Arts du Havre et à l'École Boulle en 1981

#### Élèves
- Loche Kowalski
- Erwin Kempf

### Voyages
Durant ses congés scolaires d’été, elle fait un nombre incroyable de périples à travers le monde, en auto-stop, et publiera tout autant de reportages sur ses voyages.

## Œuvres

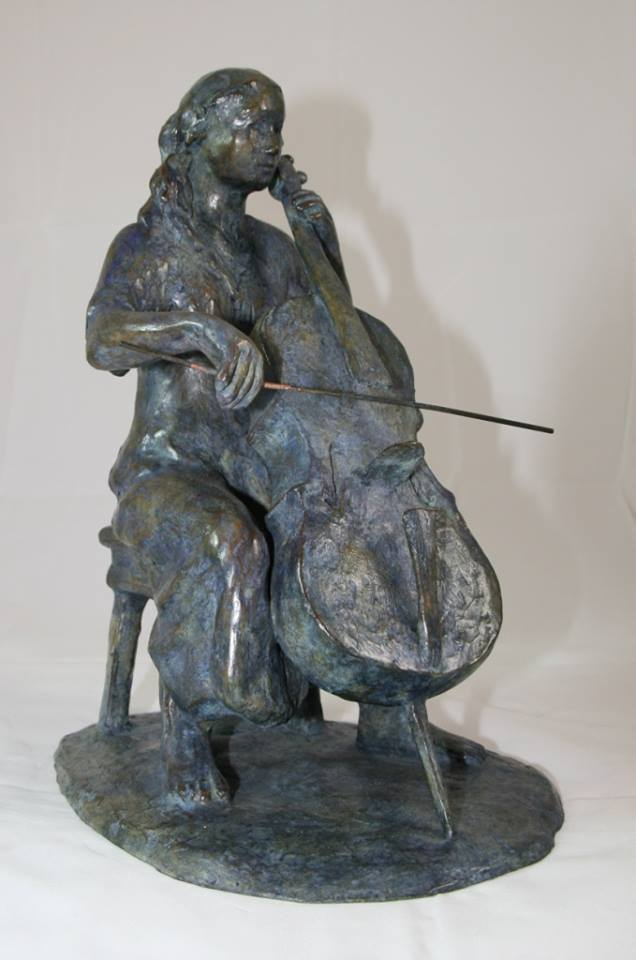
La violoncelliste.
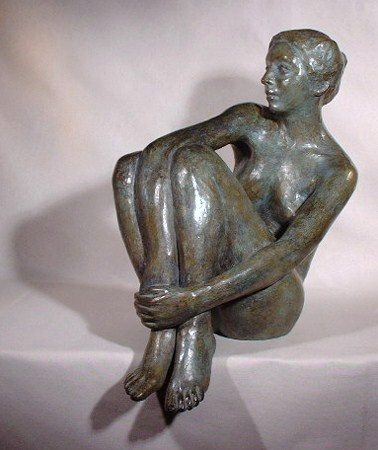
Fleur d'été.
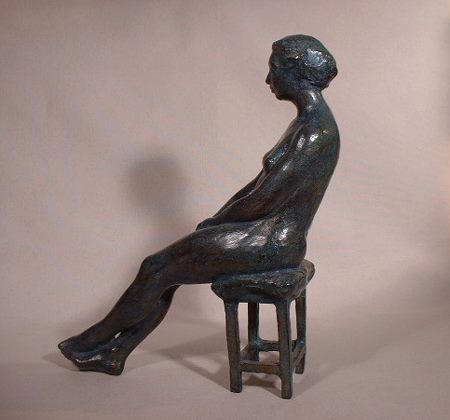
Sérénité.
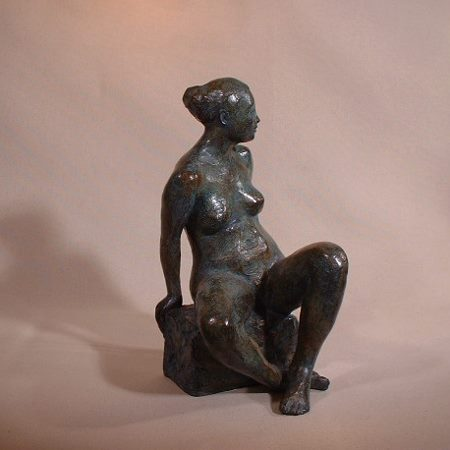
La flamande.
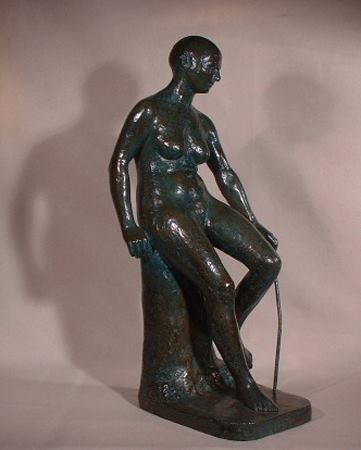
Femme à la baguette.
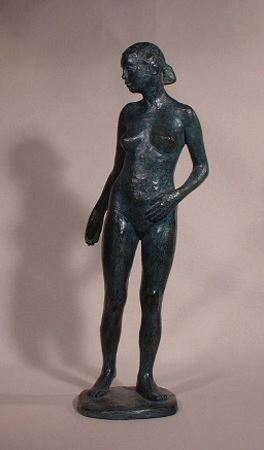
18 ans.
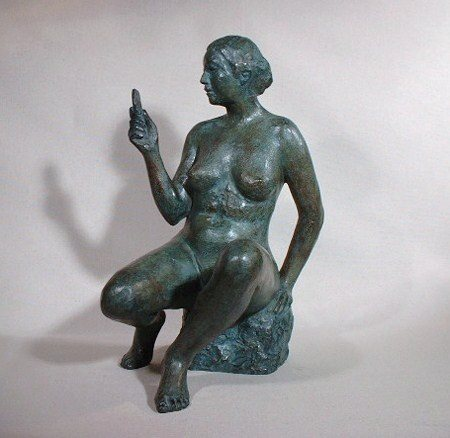
L'autre.
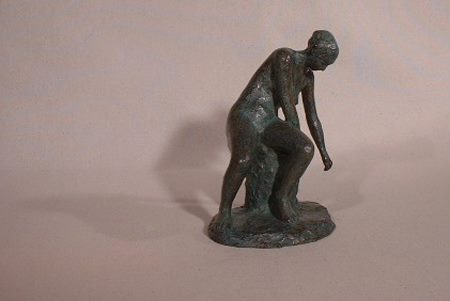
La dernière.
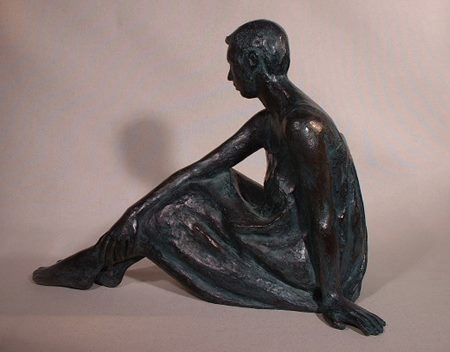
La houpette.
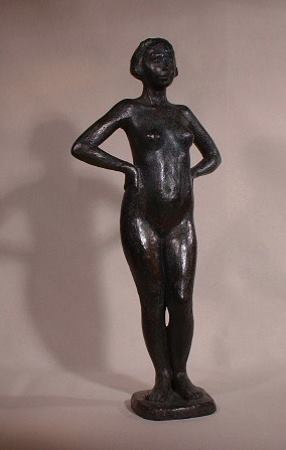
La puce.
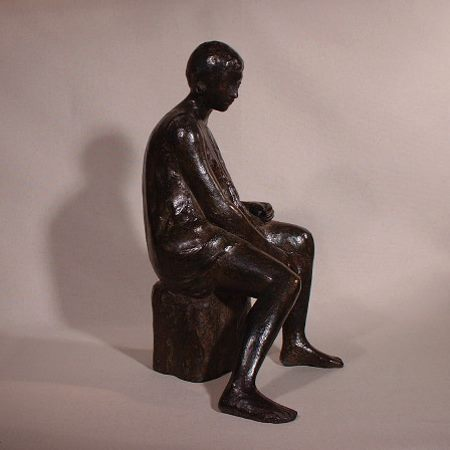
La songeuse.
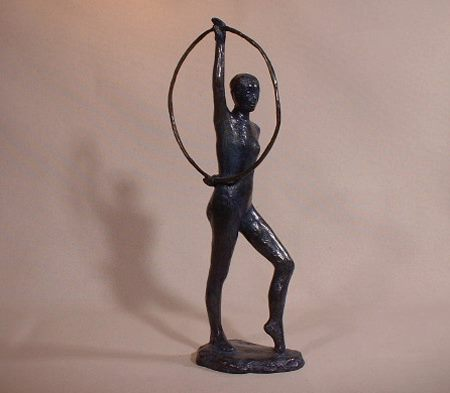
Le cerceau.
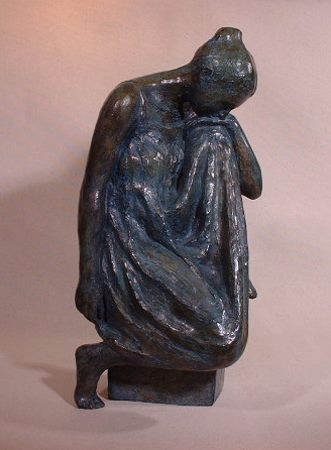
Mémoire.
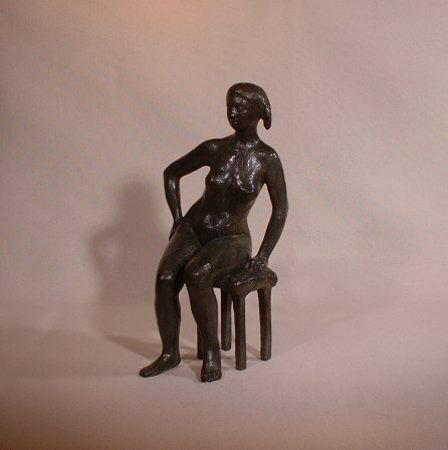
La midinette.
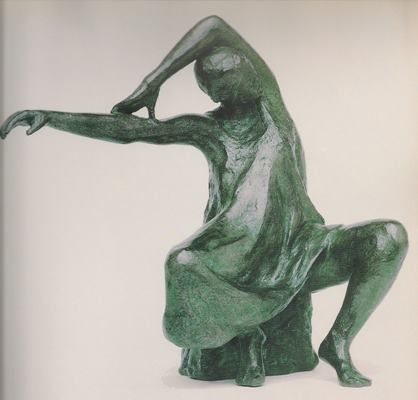
L'étirement.
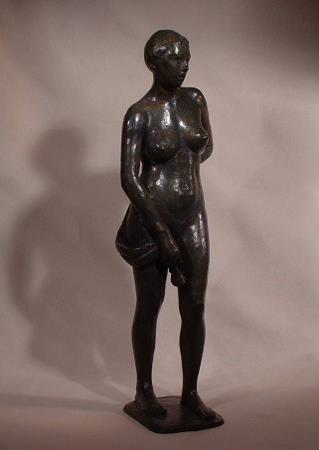
Après le bain.
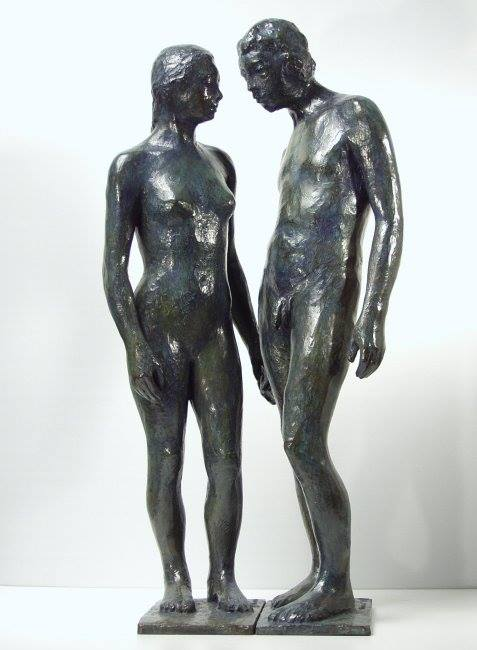
Chuchotement.
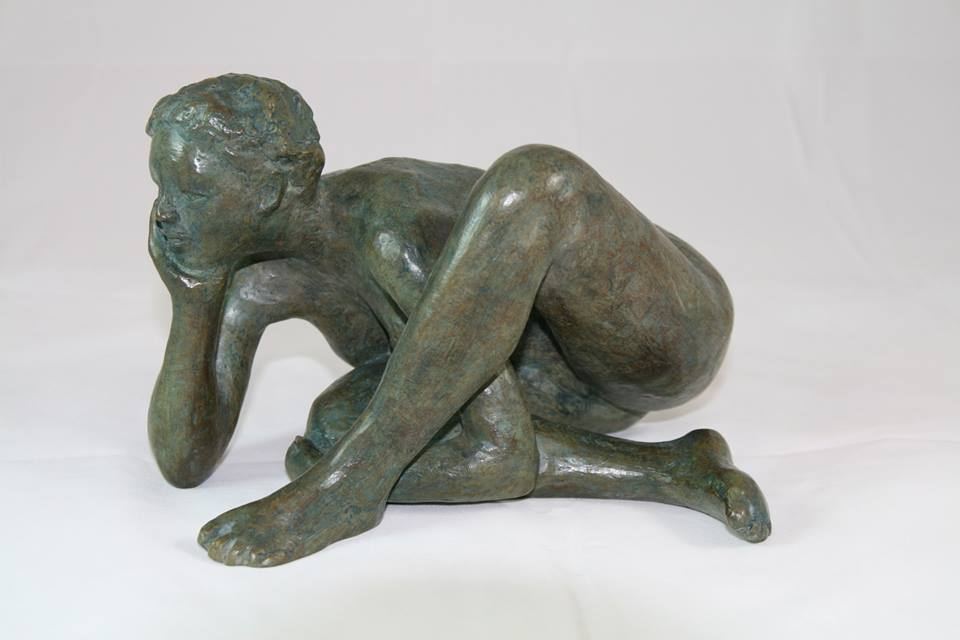
Contorsion.
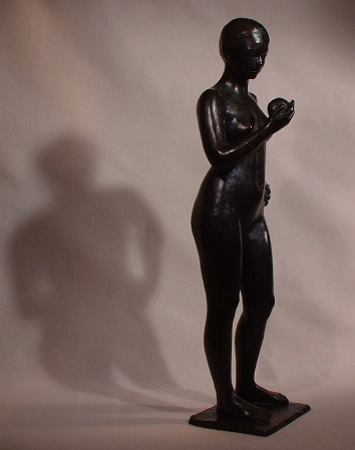
Eve et la pomme.
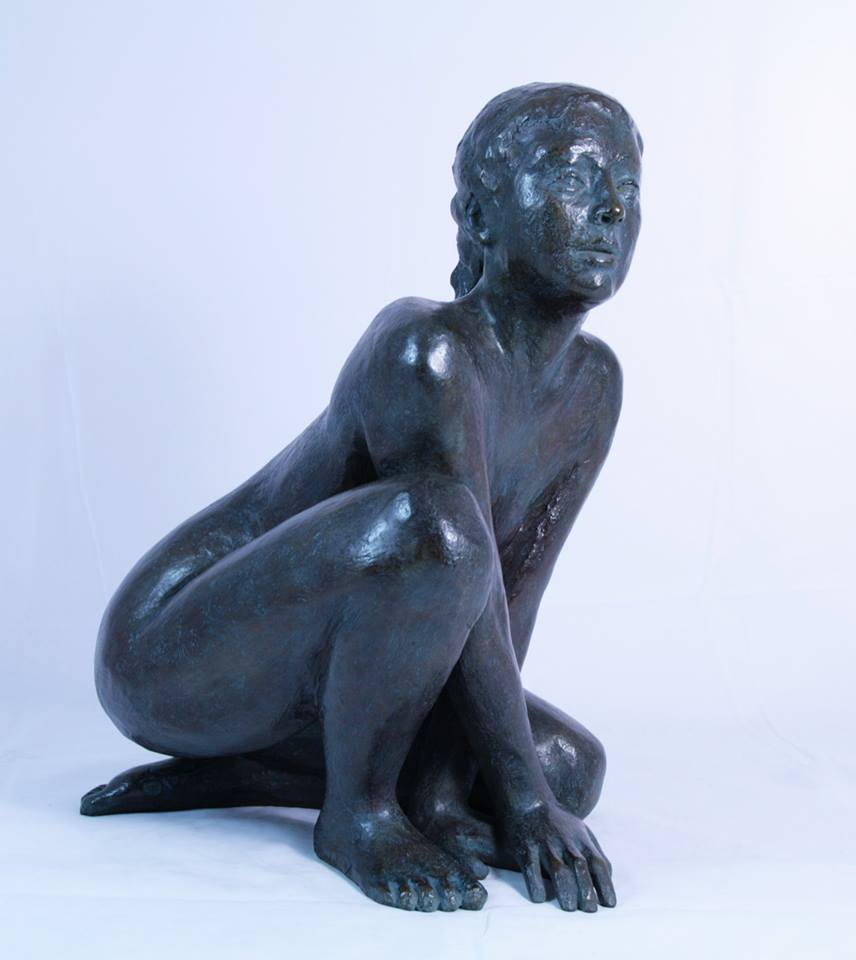
Féline.
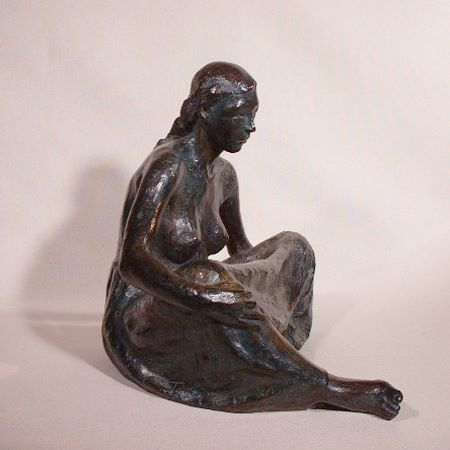
Fille d'ailleurs.
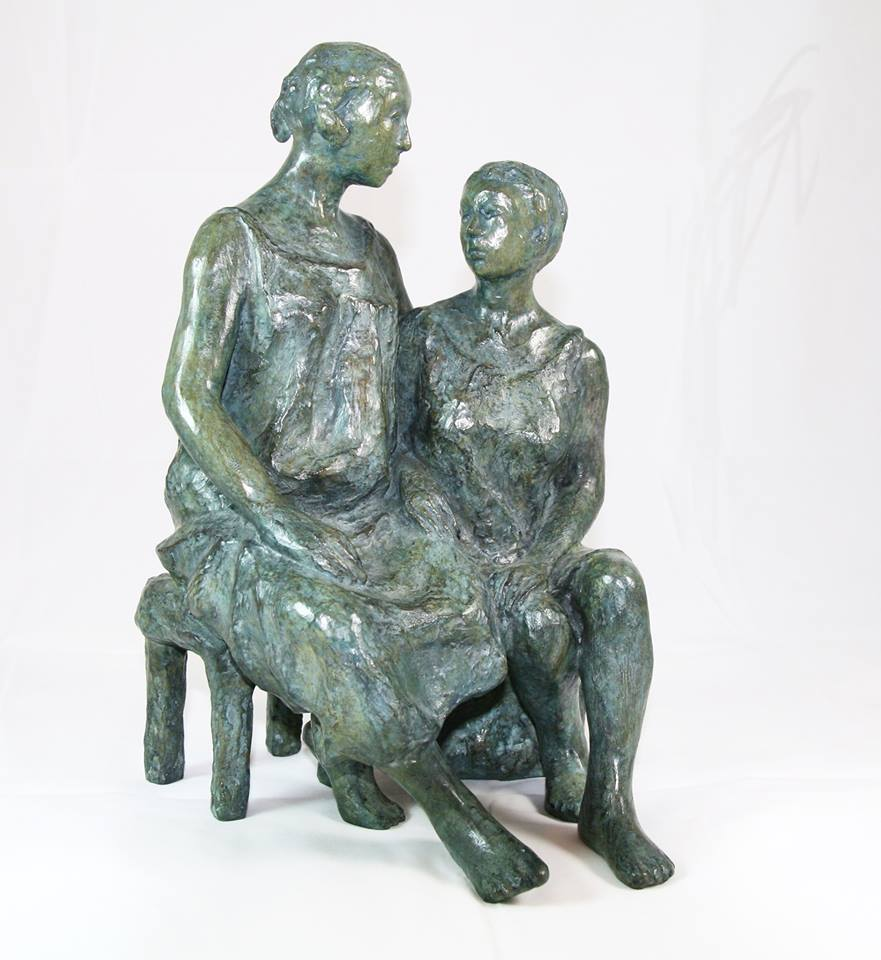
Initiation.
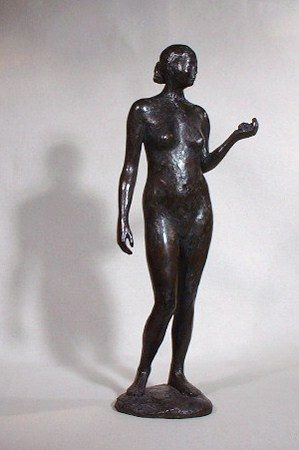
L'offrande.
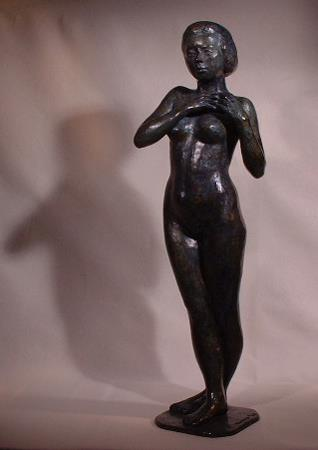
La belle plante.
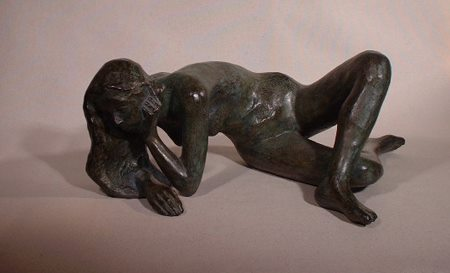
La chevelure.
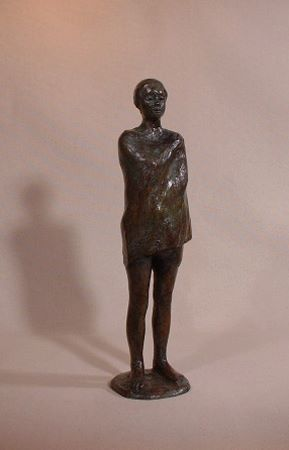
La gardienne de troupeaux.
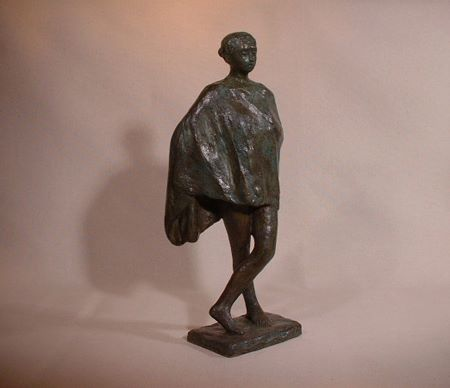
La grande sœur.
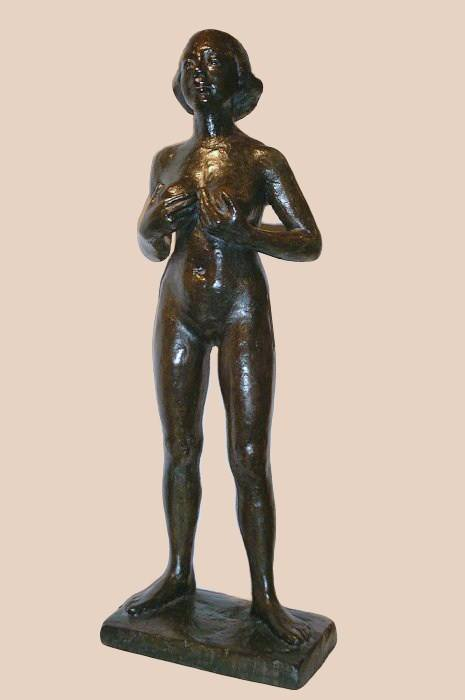
La pourvoyeuse.
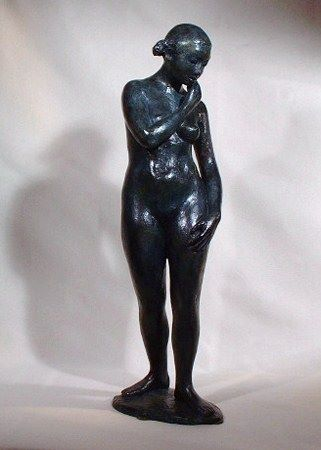
Le secret.
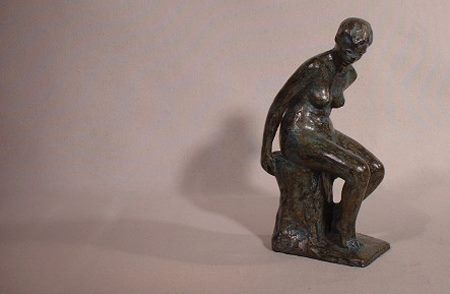
Rose.
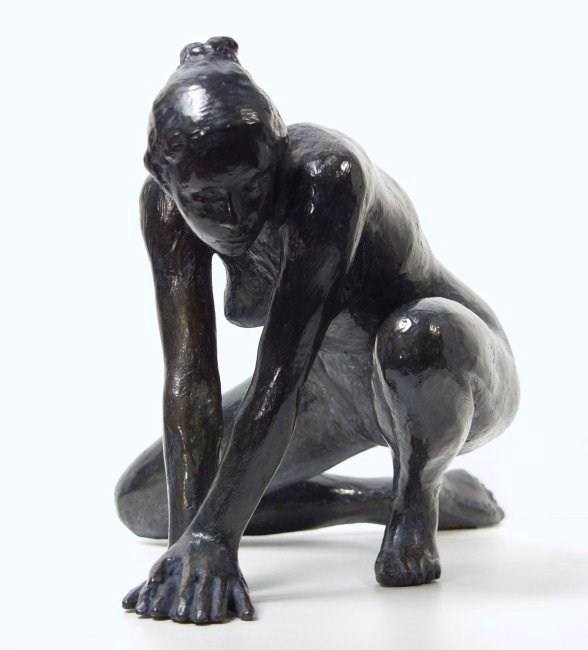
L'affut.

## Articles
- Françoise Naudet, Mes amis, les grecs pauvres et généreux (Sciences et voyages, numéro 136, avril 1957)
- Françoise Naudet, Reconnaissance du Nouveau Monde et cosmographie à la Renaissance (Reichenberger.Kassel, 1992, p. 265-285)

## Musées, Monuments
- La Grande Mouette, jardin de la roseraie, Sarrebourg [2]
- Dignité, Grand'Rue, Sarrebourg [2]

## Expositions
- 1990 : Galerie Varine-Gincourt
- 1992 : Exposition à la Fondation Taylor
- 1994 : Galerie Art 3, Paris
- 1999 : Exposition à la Rencontre d'art contemporain de Calvi
- 2003 : co-invité d'honneur avec Claude Fregere des 10e Rencontres d'Arts, Charité-sur-Loire [3]
- 2006 : Salon des Antiquaires & Créateurs, 16e arrondissement de Paris[4]
- 2007 : Exposition au siège du Crédit mutuel de Bretagne, Relecq-Kerhuon[5]
- 2008 : 40e salon des amis des arts et du manoir de Briançon[6]
- 2009 : Femmes sculpteurs, femmes sculptées, 16e arrondissement de Paris[7]
- 2013 : Bronze - Meisterwerke aus Frankreich : Élisabeth Cibot, Lisbeth Delisle, Jivko, Françoise Naudet, Stadtmuseum Zweibrûcken (de), Deux-Ponts

## Prix et récompenses
- Prix de la ville de Paris (1960)
- Prix Abd-el-Tif (1961), dernier Prix Abd el Tif, (sans séjour)
- Médaille d'argent du Prix Auguste-Rodin (1970)
- Membre du jury au Salon des artistes français
- Prix de l'Académie des beaux-arts (1981)
- Médaille d'honneur du salon des artistes français (1988)